# 白墙水库
白墙水库是中华人民共和国河南省焦作市孟州市境内的一座水库，位于蟒河上，建于1960年。水库正常库容为672万立方米，集雨面积为710平方千米，海拔为123.7米。